# ВНУС
ВНУтренняя Служба (Войска ВНУС) — Войска внутренней службы республики (войска внутренней службы) — специальные формирования Советской России, выполнявшие задачу охраны тыла государства.

## История
Войска ВНУС сформированы Постановлением СТО от 1 сентября 1920 года. и приказом РВСР N 1735/328 от 6 сентября 1920 года, путём объединения караульных частей, частей обороны железных дорог прифронтовой полосы, железнодорожной и водной милиции на фронтах и в тыловых округах, а также слиянием с войсками ВОХР в общий вид войск внутренней службы (ВВНУС) и переформированием в дивизии, отдельные бригады и полки. Ведомственная принадлежность ВЧК (в оперативном подчинении), НКВД (в административном подчинении).
19 января 1921 года войска ВНУС, за исключением войск чрезвычайных комиссий, железнодорожной и водной милиции, были переданы из НКВД в военное ведомство.

## Задачи
В задачу ВВНУС входили: охрана государственного строя, особо важных государственных учреждений и объектов, предприятий, грузов при их транспортировке, сырья, продовольствия, вооруженная борьба с контрреволюционными выступлениями и бандитизмом, охрана и оборона транспорта и сооружений на путях сообщения, военного имущества, вооруженная поддержка продотрядов по взятию на учет сельскохозяйственных продуктов, изъятию их излишков, по борьбе с мешочничеством и спекуляцией. Одновременно войска ВНУС являлись резервом действующей Красной армии.